# Esine
Esine est une commune italienne de la province de Brescia dans la région Lombardie en Italie.

## Administration
| Période                                  | Période  | Identité                       | Étiquette                                               | Qualité                 |
| ---------------------------------------- | -------- | ------------------------------ | ------------------------------------------------------- | ----------------------- |
| 1988                                     | 1993     | Giuseppe Bonino                | Parti communiste italien / Parti démocrate de la gauche | Maire                   |
| 1993                                     | 1997     | Claudio Nodari                 | Parti populaire italien                                 | Maire                   |
| 1997                                     | 2006     | Costante Galli                 | Ligue du Nord                                           | Maire                   |
| 2006                                     | 2015     | Fiorino Fenini                 | Liste civique de centre gauche                          | Maire                   |
| 2015                                     | 2016     | Salvatore Rosario Pasquariello |                                                         | Commissaire préfectoral |
| 2016                                     | En cours | Emanuele Moraschini            | Liste civique                                           | Maire                   |
| Les données manquantes sont à compléter. |          |                                |                                                         |                         |

### Communes limitrophes
Berzo Inferiore, Bovegno, Cividate Camuno, Darfo Boario Terme, Gianico, Piancogno